# Örökségi címerek
Névváltozatok:
la: insignia successionis, fr: armoiries de succession, de: Successionswappen, Erbschaftswappen

Rövidítések
Az örökségi címerek olyanok, melyek örökség útján szállnak az adott személyre. Magyarországon címert csak örökbefogadás által lehetett örökölni. Az angol, a skót heraldikában és máshol viszont a címer öröklésének előre meghatározott szabályrendszere volt és pontosan meg volt határozva, hogy az adott címert hova és milyen módon kell beilleszteni a címert megöröklő család címerébe. A német örökségi címerek (Erbschaftswappen) olyan birtokok vagy területek címerei, illetve azok egyes elemei a címerviselő címerében, melyekhez öröklés útján jutott.